# جامعة فايتفيل الحكومية
جامعة فايتفيل الحكومية هي جامعة إقليمية عامة في فايتفيل بولاية كارولاينا الشمالية، تعتبر من جامعات السود التاريخية. هي جزء من نظام جامعة نورث كارولاينا وصندوق كلية ثورغود مارشال ‏.

## تاريخ
كانت ثاني أقدم مدرسة مدعومة من الدولة في كارولاينا الشمالية لها بدايات متواضعة. مباشرة بعد الحرب الأهلية في عام 1865، بدأ جدول أعمال تعليمي قوي في مجتمع الأمريكيين من أصل أفريقي في فايتفيل مع تأسيس مدرسة فيليبس وسومنر للتعليم الابتدائي والمتوسط. في عام 1867، والمدارس الموحدة لتشكيل مدرسة هوارد، وبعد رؤية رئيس مكتب الولايات المتحدة للاجئين والمحررين والأراضي المهجورة ‏ الضابط أوليفر هوارد الذي أقام مبنى على قطعة أرض تم التبرع بها من قبل سبعة رجال بارزين من أصل إفريقي، دفعوا مبلغ 136 دولارًا مقابل قطعتين في شارع غيليسبي في فايتفيل وشكلوا فيما بينهم مجلس أمناء دائم ذاتيًا للحفاظ على الممتلكات من أجل تعليم الشباب السود المحليين.
في عام 1877، نصّ قانون صادر عن الهيئة التشريعية لولاية كارولاينا الشمالية على إنشاء أول مؤسسة لتدريب المعلمين للأمريكيين الأفارقة في الولاية. تم الاعتراف بسجلها الناجح في تعليم الشباب السود، وقد تم اختيار مدرسة هوارد لهذا التصنيف وفي ذلك العام أصبحت المدرسة الحكومية الملونة العادية وأول مؤسسة ترعاها الدولة لتعليم المعلمين الأمريكيين من أصل أفريقي في الجنوب.
بعد تعاقب القادة، في عام 1883، تم تعيين الدكتور إيزكيل عزرا سميث، خريج معهد شو كوليجيت (لاحقًا جامعة شو ‏) في رالي، كارولاينا الشمالية، مديرًا ومسؤولاً إداريًا أولاً للمدرسة الحكومية الملونة العادية، وبدأ التزامًا لمدة خمسين عامًا بالقيادة والانتماء، لم يقطعه إلا مرة واحدة كوزير مقيم وقنصل عام للولايات المتحدة في ليبيريا ولاحقًا بصفته معاونا لفوج مشاة كارولاينا الشمالية المتطوعين الثالثة خلال الحرب الأمريكية الإسبانية. خلال فترة عمله المتميزة، أشرف الدكتور سميث على انتقال المدرسة إلى موقع دائم على طريق مورشيسون وصادق شخصيًا على أرض إضافية لجلب ممتلكاتها 92 إلى فدانًا تضمنت مصنعًا فعليًا للعديد من المباني والمنازل الريفية الرئيسية. وتحت قيادته أيضًا، في عام 1929، تم تعليق جميع أعمال المدرسة الثانوية وتغيير لقب المدير إلى الرئيس. في 30 يونيو 1933، تقاعد الدكتور سميث وأصبح أول رئيس فخري للمدرسة.
بعد تقاعد الدكتور سميث، تولى الدكتور ج. وارد سيبروك رئاسة ما سيصبح تحت قيادته كلية فايتفيل الحكومية للأساتذة (Fayetteville State Teachers College) في عام 1939، وهي كلية معتمدة من الدولة وإقليمًا لمدة أربع سنوات تمنح درجة بكالوريوس العلوم في التربية. في وقت لاحق، في عام 1959، تحت رئاسة الدكتور رودولف جونز، سمحت مراجعة لميثاق المدرسة بتوسيع المناهج الدراسية لتشمل البرامج التي تؤدي إلى الحصول على درجات خارج مجال التدريس. وخلال رئاسة الدكتور جونز، أصبحت المدرسة باسم كلية فايتفيل الحكومية في عام 1963، وتم إدخال إضافات مهمة على المصنع المادي لاستيعاب التسجيل المتزايد بسرعة.
في عام 1969، أصبح الدكتور تشارلز ليونز جونيور رئيسًا، وفي ذلك العام تم تغيير اسم الكلية رسميًا إلى جامعة فايتفيل الحكومية وتم تعيينها جامعة إقليمية بموجب قانون صادر عن الهيئة التشريعية للولاية. في وقت لاحق، في عام 1972، أصبح الدكتور ليونز أول مستشار للجامعة عندما أصبحت مؤسسة مكونة لجامعة كارولاينا الشمالية بموجب قانون تشريعي. كما أصبحت المدرسة تحت إشراف الدكتور ليون مؤسسة شاملة من المستوى الأول تقدم مجموعة متنوعة من برامج البكالوريا والماجستير. بالإضافة إلى ذلك، انبثقت العديد من المبادرات المبتكرة تحت قيادة الدكتور ليون بما في ذلك مركز توسعة قاعدة القوات الجوية في فورت براغ، والذي قام، بالتعاون مع كلية نهاية الأسبوع والمساء المنشأة حديثًا، بإعطاء الأفراد العسكريين وغيرهم من الموظفين المتفرغين فرصة لمواصلة تعليمهم.
في عام 1988، تم تعيين الدكتور لويد هاكلي مستشارًا للجامعة وبدأ في السعي النشط للمبادرات لزيادة توسيع عروض برامج البكالوريوس والدراسات العليا، بما في ذلك إنشاء أول برنامج دكتوراه بالجامعة في القيادة التربوية في عام 1994. استمرارًا لروح الابتكار التي أطلقها أسلافه، عزز الدكتور هاكلي التزام الجامعة بالتواصل مع المجتمع من خلال البرامج التي تستهدف الأطفال المعرضين للخطر في المدارس العامة وأشرف على إكمال أول حملة رأس مال عام رئيسية في الجامعة لزيادة المنح الدراسية الممولة من القطاع الخاص المتاحة الطلاب. عند مغادرته للجامعة، أصبح الدكتور هاكلي أول رئيس أمريكي من أصل أفريقي لنظام كلية مجتمع كارولاينا الشمالية.
عرفت الجامعة سابقة أخرى في عام 2003، عندما تم انتخاب الدكتورة ثيلما جين "TJ" برايان من قبل مجلس محافظي جامعة كارولاينا الشمالية لتصبح أول امرأة مستشارة للمدرسة وأول امرأة أمريكية من أصل أفريقي ترأس مؤسسة تابعة لجامعة كارولاينا الشمالية. تحت قيادتها، توسعت الجامعة بشكل كبير في عروض برامج البكالوريوس والدراسات العليا، وحصلت على اعتمادات متخصصة مهمة، وأصبحت الثالثة في نظام جامعة كارولاينا الشمالية في التسجيل في التعلم عن بعد. في عام 2008، خلف برايان الدكتور جيمس أندرسون. عند مغادرة الدكتور أندرسون، تم تعيين الدكتورة بيجي فالنتين القائم بأعمال المستشار في يوليو 2019. في مارس 2021، تم اختيار داريل تي أليسون لمنصب الرئيس التنفيذي الثاني عشر والمستشار لجامعة فايتفيل الحكومية.

## الجانب الأكاديمي
تتمثل المهمة الأساسية لجامعة فايتفيل الحكومية في توفير تعليم جيد لطلابها من خلال مؤسسة الفنون الحرة الأساسية والتدريب المهني المتخصص وبرامج الدراسات العليا المحددة. تقدم الجامعة درجات البكالوريوس في 43 مجالاً، ودرجات الماجستير في 23 مجالاً، ودرجة الدكتوراه في القيادة التربوية. تم اعتماد الجامعة بالكامل من قبل الرابطة الجنوبية للكليات والمدارس ‏.

## المكتبة
مكتبة تشارلز دبليو تشيسنوتيدعم الجامعة في مساعيها الأكاديمية والثقافية. الخدمات متوفرة في الموقع وافتراضيًا. بالإضافة إلى ذلك، تفترض مكتبة تشيسنوتدورها الخاص كمورد ثقافي رئيسي للمجتمع والمنطقة ككل. تمت تسمية المكتبة باسم تشارلز دبليو. تشيسنوت، مؤسس الجامعة.

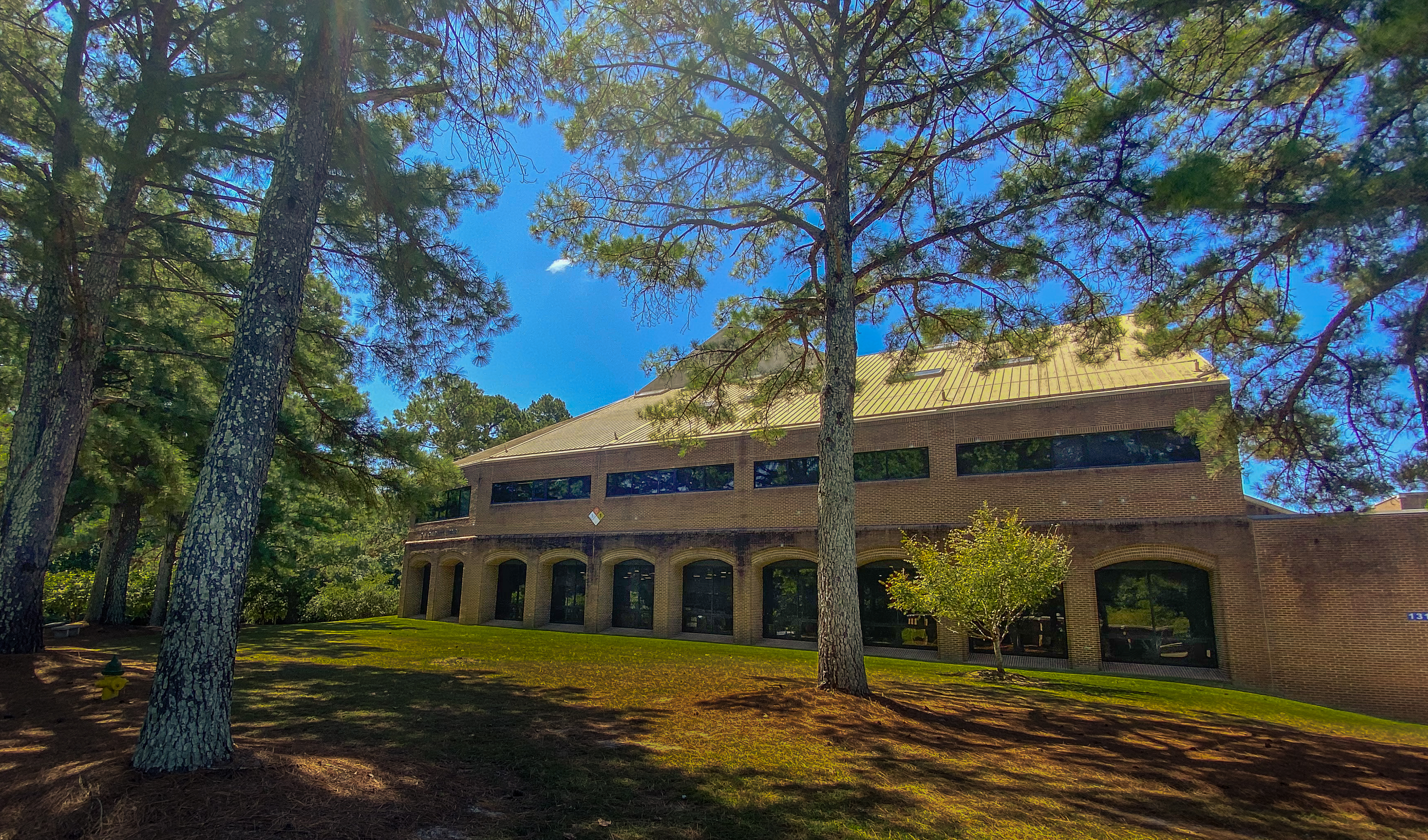
مكتبة تشارلز دبليو تشيسنوت، بجامعة فايتفيل الحكومية.

تحتوي المكتبة حاليًا على أكثر من 192.000 مجلد؛ و 20.700 بكرة من الميكروفيلم؛ و 631.000 قطعة من الميكروفيش؛ و 2769 دورية؛ و 56 صحيفة. تعتبر قسما انتقائيا في برنامج مكتبة الإيداع الفيدرالية ‏ الأمريكية. تستضيف المكتبة المشاع الرقمي للبحث والإنتاج العلمي.
تضم الأرشيفات والمجموعات الخاصة الموجودة في الطابق الرابع بالمكتبة أرشيفات الجامعة وأطروحاتها ومجموعاتها الخاصة. تتضمن هذه المجموعة مجموعة تشارلز دبليو تشيسنوت مع مراسلاته وخطاباته وسجلات شقيقته آن دبليو تشيسنوت وسارا تشيسنوت، وصور العائلة والأصدقاء،و قصاصات الصحف والمجلات، والبطاقات البريدية. توجد أيضا أوراق إيزكيل عزرا سميث في الأرشيف، المعلم والدبلوماسي والرئيس السابق لجامعة فايتفيل الحكومية.
المكتبة عضو في تحالف مكتبة جامعات وكليات السود التاريخية ‏.

## الحياة الطلابية

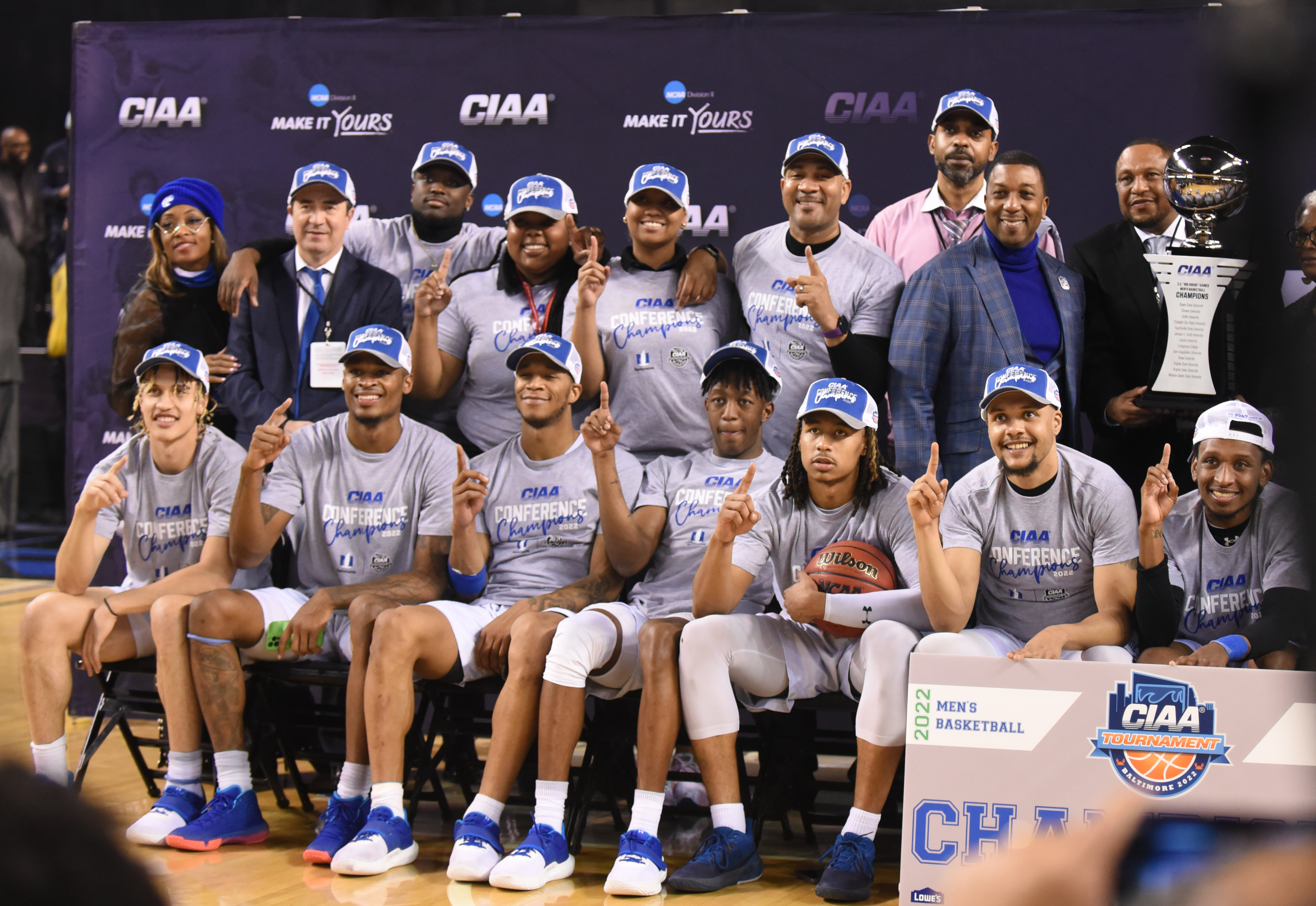
الملازم الحاكم رذرفورد يحضر بطولة CIAA لكرة السلة

### المنظمات الطلابية
يمكن لطلاب جامعة فايتفيل الحكومية المشاركة في أكثر من 78 منظمة طلابية مسجلة، بما في ذلك الجمعيات النسائية والأخويات. يوفر برنامج داخلي نشط للطلاب الفرصة للمشاركة في كرة القدم العلم، وكرة السلة، وسباقات المضمار والميدان، وكرة القدم، والسباحة. تتم إضافة العديد من المنظمات الأخرى باستمرار على أساس سنوي في هذه المدرسة.

## الرياضة
تشارك جامعة فايتفيل الحكومية حاليًا في 10 رياضات تابعة للرابطة الوطنية لرياضة الجامعات، بما في ذلك كرة القدم للرجال وكرة السلة والعدو والغولف. تشمل البرامج النسائية كرة السلة، والكرة الطائرة، والكرة اللينة، والكرة الطائرة، والتنس، والبولينغ. الجامعة عضو في الرابطة الرياضية المركزية بين الكليات ‏ (CIAA).

### وسائل الإعلام الطلابية
(Bronco-iRadio) هي محطة إذاعية للطلاب عبر الإنترنت. يتم تشغيلها وإدارتها من قبل طلاب الجامعة.
ينشر طلاب الجامعة صحيفة (The Voice)، وهي صحيفة نصف أسبوعية، تُغطّي مجموعة متنوعة من الموضوعات بما في ذلك الحياة الطلابية والفنون والترفيه والرياضة.

### الأداء والفنون الجميلة
تتمتع جامعة فايتفيل الحكومية ببرنامج أداء وفنون جميلة يضم فنانين مميزين بما في ذلك مسرح الرقص في هارلم، وغير ذلك.

## خريجون متميزون
- كريس آرمسترونغ - لاعب كرة قدم محترف سابق في دوري كرة القدم الكندي
- داريل آرمسترونغ - لاعب كرة سلة محترف سابق، مساعد مدرب حالي مع فريق دالاس مافريكس في الدوري الاميركي للمحترفين
- جيم بيبي - لاعب سابق في دوري كرة القاعدة
- أفيون كروكيت - ممثل وكاتب وراقص ومغني راب وكوميدي ومنتج موسيقى أمريكي
- برشيداه إلوهيم - لاعبة كرة سلة أمريكية إسرائيلية محترفة
- ميشيل إس جونز - أول امرأة في احتياطي جيش الولايات المتحدة تصل إلى منصب رقيب أول في الاحتياط بالجيش الأمريكي
- مارفن دبليو لوكاس - عضو جمعية كارولاينا الشمالية العامة
- ريتشارد ميدلين - لاعب سابق في اتحاد كرة القدم الأميركي
- سيلفستر ريتر - لاعب سابق في اتحاد كرة القدم الأميركي ومصارع محترف (يُعرف باسم "Junkyard Dog")
- جوناثان مايكل بورتر (بلوفاس) - مغني راب ولاعب الوسط السابق لفريق فايتفيل

## روابط خارجية
- الموقع الرسمي
- الموقع الرسمي لألعاب القوى
- مكتبة تشارلز دبليو تشيسنوت